# Gobernador Arias
Gobernador José Inocencio Arias es un pequeño paraje rural de la Provincia de Buenos Aires, Argentina, perteneciente al partido de Carlos Casares.

## Ubicación
Se ubica a 6 km al norte de la ciudad de Carlos Casares.

## Toponimia
Lleva el nombre del general José Inocencio Arias, gobernador de la Provincia de Buenos Aires en 1910.

## Población
Durante los censos nacionales del INDEC de 2001 y 2010 fue considerada como población rural dispersa.